# Waldwisse
Waldwisse är en kommun i departementet Moselle i regionen Grand Est (tidigare regionen Lorraine) i nordöstra Frankrike. Kommunen ligger i kantonen Sierck-les-Bains som tillhör arrondissementet Thionville-Est. År 2022 hade Waldwisse 804 invånare.

## Befolkningsutveckling
Antalet invånare i kommunen Waldwisse
| Referens: INSEE |